# Seleção Goiana de Futebol
A Seleção Goiana de Futebol, também conhecida como Seleção de Goiás é o time estadual de Goiás de futebol masculino, gerido pela Federação Goiana de Futebol (FGF), que representava o estado nas competições de futebol organizadas pela Confederação Brasileira de Desportos (CBD). Formada em 1941, é chamada de Os Goianos.

## História

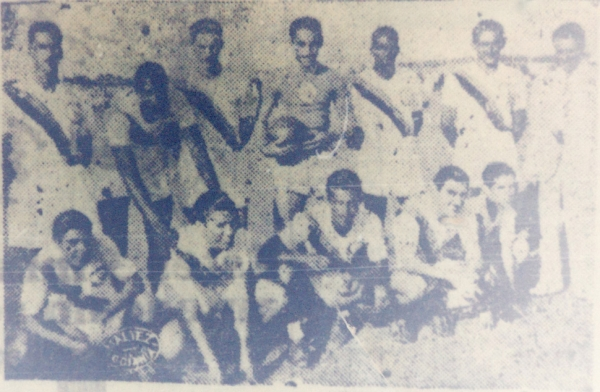
Time do Goiânia em 1943 utilizando o uniforme da Seleção de Goiás.

Começou a disputar o Campeonato Brasileiro de Seleções Estaduais em 1941 batendo a seleção do Mato Grosso por 2 – 1.
Na história desta competição, a Seleção Goiana nunca ganhou um título. Porém ganhou duas fases de grupo do torneio.
Conseguiu ser semi-finalista no Campeonato Brasileiro de Seleções Estaduais de 1987.
Também foi responsável pela criação do Torneio Quadrangular Internacional de Goiás. Que  foi um torneio de futebol disputado no ano de 1975 por quatro equipes, com jogos no recém inaugurado Estádio Serra Dourada, na cidade de Goiânia, Goiás. As equipes que participaram foram o Flamengo, Palmeiras, Seleção Argentina e a própria Seleção Goiana.
No ano de 1978 fez um amistoso com a Seleção Brasileira, perdendo por 3 – 1. O gol de honra da Seleção Goiana foi marcado por Rinaldo.

## Uniforme
1º uniforme: Camisa branca com duas faixas na horizontal. Uma vermelha outra azul, calção branco e meias brancas.
| 1º Uniforme |

## Principais adversários
Entre as seleções rivais notórias, destaca-se o Mato Grosso, sobretudo por ambas estarem na mesma região, e sempre se enfrentarem no Campeonato Brasileiro de Seleções.
Outros grandes rivais são:
 Sel. Goiana x  Sel. Paraná
 Sel. Goiana x  Sel. Espírito Santo
 Sel. Goiana x  Sel. Bahia
 Sel. Goiana x  Sel. Minas Gerais

## Elenco

### Campeonato Brasileiro de Seleções (1952)
A FGF convoca a seleção goiana para disputar o Campeonato Brasileiro. A lista é a seguinte: Uberaba, Capitão e Jocelino (goleiros); Japonês, Bagaia e Nilton (zagueiros); Turco, Neném, Didiu, Oswaldinho e Preto (meio-campistas); Zé Luiz, Renato, Cisquinho, Fião, Duduca, João Preto, Eudes, Epitácio, Carlyle, Loló, Leodolfo, Dico, Fábio e Vando (atacantes).

### Amistoso com Portugal (1975)
Nílson, Macalé, Alexandre Neto, Matinha, Cláudio e Lúcio Frasson, Fernandinho, Lincoln, Tuíra, Piorra e Raimundinho.

### Amistoso com o Brasil (1978)
Marcus Augusto de Souza; “Nonoca” Mílton Padilha dos Santos, Wilson, “Zé Luis” José Luiz dos Santos e Roberto Donizetti Dagostinho; “Matinha” José Raimundo da Silva (Celso Domingos da Cunha), “Pastoril” Alberto José dos Santos (Gilberto Silveira Bretas) e Sérgio Luis Bonifácio; “Piter” Wilson Martins Coelho, Rangel Campi Delamarque e Rinaldo Irineu Silva. Técnico (Coach): Paulinho de Almeida.

## Títulos
| Regionais | Regionais                                           | Regionais | Regionais  |
|           | Competição                                          | Títulos   | Temporadas |
| --------- | --------------------------------------------------- | --------- | ---------- |
| Brasil    | Campeonato Brasileiro de Seleções - Região Central  | 1         | 1950       |
| Brasil    | Campeonato Brasileiro de Seleções - Primeira Região | 1         | 1954       |

## Campanhas
| Seleção Principal                 | Seleção Principal | Seleção Principal | Seleção Principal | Seleção Principal |
| Torneio                           | Campeão           | Vice-campeão      | Terceiro          | Quarto            |
| --------------------------------- | ----------------- | ----------------- | ----------------- | ----------------- |
| Campeonato Brasileiro de Seleções | 0 (nenhum)        | 0 (nenhum)        | 0 (nenhum)        | 1 (1987)          |

## Estatísticas

### Desempenho em competições oficiais
Campeonato Brasileiro de Seleções
| Desempenho na Campeonato Brasileiro de Seleções | Desempenho na Campeonato Brasileiro de Seleções | Desempenho na Campeonato Brasileiro de Seleções | Desempenho na Campeonato Brasileiro de Seleções | Desempenho na Campeonato Brasileiro de Seleções | Desempenho na Campeonato Brasileiro de Seleções | Desempenho na Campeonato Brasileiro de Seleções | Desempenho na Campeonato Brasileiro de Seleções | Desempenho na Campeonato Brasileiro de Seleções |
| Ano                                             | Fase                                            | Posição                                         | J                                               | V                                               | E[i]                                            | D                                               | GP                                              | GC                                              |
| ----------------------------------------------- | ----------------------------------------------- | ----------------------------------------------- | ----------------------------------------------- | ----------------------------------------------- | ----------------------------------------------- | ----------------------------------------------- | ----------------------------------------------- | ----------------------------------------------- |
| 1941                                            | 1.ª mata-mata                                   | 12/21                                           | 2                                               | 1                                               | 0                                               | 1                                               | 3                                               | 5                                               |
| 1942                                            | 2.ª fase                                        | 13/20                                           | 1                                               | 0                                               | 0                                               | 1                                               | 3                                               | 6                                               |
| 1943                                            | 1.ª fase                                        | 17/18                                           | 2                                               | 0                                               | 0                                               | 2                                               | 1                                               | 6                                               |
| 1944                                            | 1.ª fase                                        | 19/21                                           | 4                                               | 2                                               | 0                                               | 2                                               | 12                                              | 10                                              |
| 1946                                            | 1.ª fase                                        | 20/22                                           | 2                                               | 0                                               | 0                                               | 2                                               | 1                                               | 4                                               |
| 1950                                            | 2.ª fase                                        | 16/24                                           | 4                                               | 2                                               | 0                                               | 2                                               | 5                                               | 14                                              |
| 1952*                                           | 2.ª fase                                        | 14/25                                           | 2                                               | 1                                               | 0                                               | 1                                               | 3                                               | 2                                               |
| 1954                                            | Quartas de final                                | 6/25                                            | 8                                               | 5                                               | 0                                               | 3                                               | 22                                              | 16                                              |
| 1956                                            | 3.ª fase                                        | 8/24                                            | 6                                               | 2                                               | 3                                               | 1                                               | 8                                               | 8                                               |
| 1959                                            | 2.ª fase                                        | ?                                               | 5                                               | 2                                               | 2                                               | 1                                               | 8                                               | 4                                               |
| 1962                                            | 3.ª fase                                        | ?                                               | 6                                               | 3                                               | 1                                               | 2                                               | 6                                               | 5                                               |
| 1987                                            | Semifinal                                       | 4/17                                            | 6                                               | 2                                               | 1                                               | 3                                               | 9                                               | 5                                               |

 * Foi punida por ter abandonado o jogo contra o Mato Grosso, culminando em sua desclassificação.

## Treinadores
Não estão presentes todos os treinadores por falta de informação.
| Período | Treinador           | Jogos | Vitórias | Empates | Derrotas |
| ------- | ------------------- | ----- | -------- | ------- | -------- |
| 1941    | João Chiavone       | 1     | 1        | —       | —        |
| 1943    | José Folker         | 2     | —        | —       | 2        |
| 1952    | Acosta              | 2     | 1        | —       | 1        |
| 1975    | Paulo Gonçalves     | 1     | 1        | —       | —        |
| 1978    | Paulinho de Almeida | 1     | —        | —       | 1        |

## Jogos memoráveis
1. Seleção Goiana 2x0 Seleção Carioca, 2 de dezembro de 1956
2. Seleção Goiana 2x1 Seleção Portuguesa, 79.610, 9 de março de 1975
3. Seleção Goiana 0x3 Flamengo, 60.518, 12 de dezembro de 1975
4. Seleção Goiana 0x1 Seleção Argentina, 61.235, 16 de dezembro de 1975
5. Seleção Goiana 1x3 Seleção Brasileira, 77.790, 19 de março de 1978